# امرسون (نیوجرسی)
امرسون (به انگلیسی: Emerson) شهری در ایالت نیوجرسی کشور ایالات متحده آمریکا است که جمعیت آن در سرشماری سال ۲۰۱۰ میلادی، ۷٬۴۰۱ نفر بوده‌است.